# Bath
Bath je město v jihozápadní Anglii, nejznámější svými lázněmi napájenými třemi horkými prameny. Nachází se 159 km západně od Londýna a 21 km na jihovýchod od Bristolu. Od roku 2021 je na seznamu Světového dědictví UNESCO v rámci položky Slavná lázeňská města Evropy.
Město je vybudováno kolem přírodních horkých pramenů. První doložená zmínka o městu pochází z doby vlády Římanů, kdy jsou zmiňovány římské lázně, ačkoli se předpokládá, že bylo založeno dříve. Voda z pramenů byla používána na léčbu různých neduhů. Od alžbětinské do georgiánské doby to bylo výletní místo pro bohaté. Výsledkem této popularity byla výstavba mnoha architektonicky zajímavých staveb, z nichž nejznámější je Royal Crescent. Město má více než 90 000 obyvatel.

## Historie

### Keltové a Římané
Archeologické nálezy dokazují, že římské lázně byly postaveny na místě, kde se nacházela keltská svatyně zasvěcená bohyni Sulis. Římané zřejmě obsadili Bath krátce po invazi do Británie v roce 43. Město označovali Aquae Sulis (doslova voda bohyně Sulis), kterou ztotožnili s bohyní Minervou. V době vlády Římanů uctívání bohyně Sulis pokračovalo a poselství pro ni, vyrytá do kovu, byla objevena při archeologických vykopávkách u Sacred Springs. Jde o takzvané tabulky kleteb. Jsou psané v latině a proklínají lidi, jimž autor textu nepřál. Například pokud byly někomu ukradeny šaty, nechal vyrýt kletbu, kterou si bohyně Sulis měla přečíst, a v textu bylo zmíněno i jméno podezřelého z krádeže.
V době vlády Římanů byly v této oblasti postaveny velké chrámy a lázeňské komplexy, včetně Velkých lázní. Jejich pozůstatky, postupně odhalované od 18. století, se staly jednou z největších turistických atrakcí. Asi ve 3. století byly okolo města vybudovány obranné hradby. Od 4. století vliv Římanů klesal, ale některé horké prameny byly využívány i nadále.

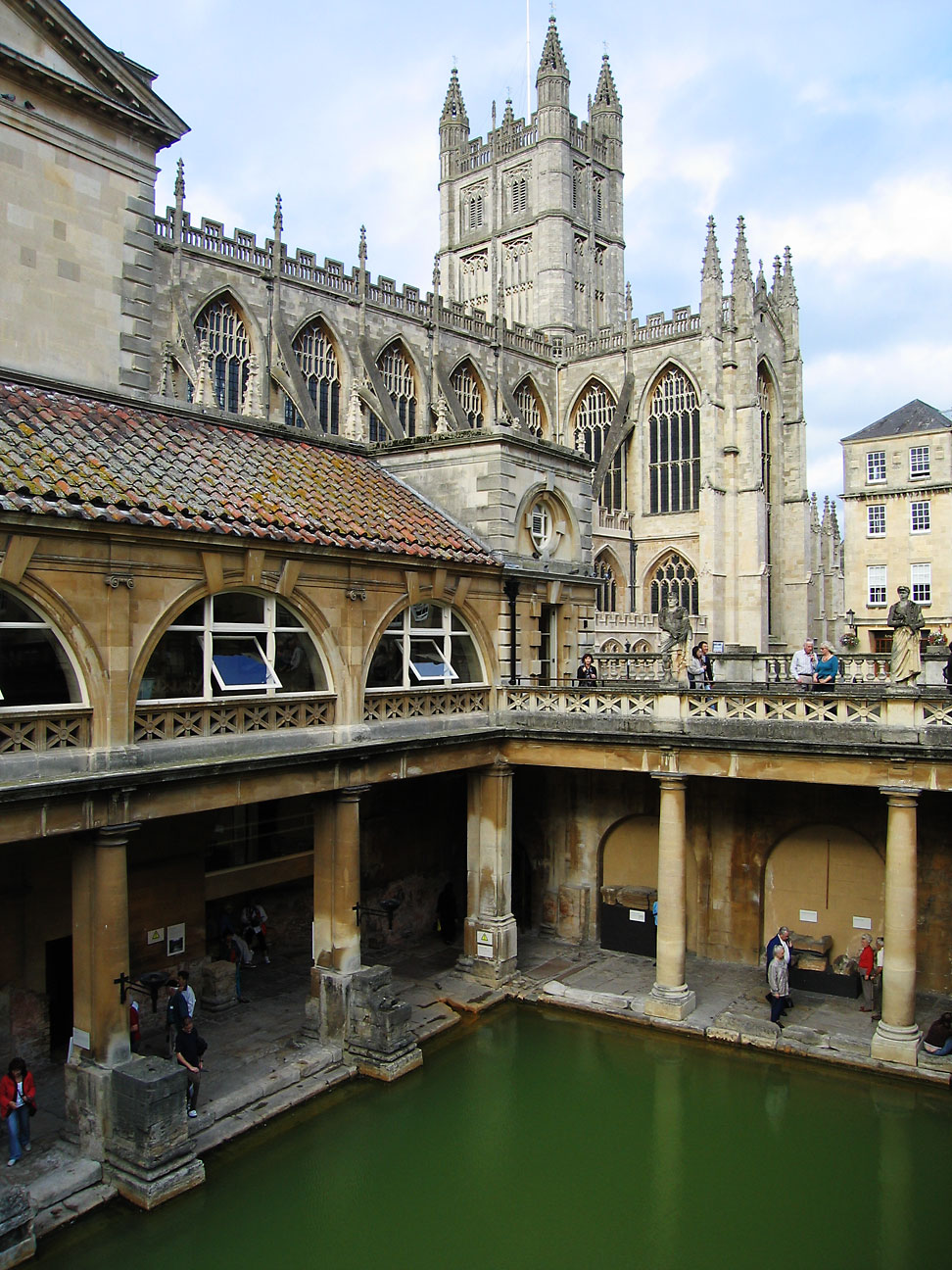
Římské lázně

### Sasové
Předpokládá se, že Bath by mohl být místem bitvy u Mons Badonicus (asi v roce 500), kde král Artur porazil saské vojsko, ale tato informace není potvrzena.
Anglosaská kronika zmiňuje, že Bath byl roku 577 po bitvě u Deorhamu obsazen Sasy. Ti ho nazývali Baðum (doslova u lázní) a odtud pochází dnešní název města. Roku 675 Osric, král království Hwicce, založil v Bathu klášterní dům. Roku 781 převzal správu tohoto kláštera král Mercie Offa a přestavěl ho na kostel zasvěcený sv. Petru. Bath se stal královským majetkem. Silnice vybudované Římany byly zničeny a wessexský král Alfréd Veliký nechal město postavit znova, přičemž jihovýchodní část ponechal ve vlastnictví kláštera.

### Středověk
Král Vilém II. město věnoval královskému lékaři Johnu z Tours, který se roku 1088 stal biskupem ve Wellsu a opatem Bathu a dostal papežský souhlas přemístit své biskupské sídlo z Wellsu do Bathu. Biskup John se tak stal prvním bathským biskupem. Naplánoval a započal výstavbu velkého chrámu - katedrály biskupství, u níž měl stát jeho palác. Okolo tří pramenů byly vybudovány nové lázně.
Později biskup upřednostnil Wells. V 15. století se katedrála v Bathu nacházela v zuboženém stavu. Roku 1500 se Oliver King, biskup bathský a wellský, rozhodl přebudovat ji alespoň do skromnější podoby. Nová katedrála byla dostavěna roku 1539, krátce poté, co bylo zrušeno bathské převorství. Jindřich VIII. považoval katedrálu za nadbytečnou a nechal ji vyklidit, potom byla využívána jako městský farní kostel. V alžbětinské době město znovu získalo popularitu jako lázeňské středisko, lázeňská zařízení byla obnovována a Bath se stal oblíbeným místem pobytu bohaté šlechty. Status města obdržel roku 1590.

### 17. a 18. století
V době Anglické občanské války se na předměstí Bathu 5. července odehrála bitva u Lansdowne.
V době vlády Stuartovců započala v Bathu rozsáhlá výstavba, která vyvrcholila v georgiánském období. Nově přestavěna byla i stará část města uvnitř hradeb. To bylo vyvoláno potřebou elegantního ubytování pro velké množství lázeňských hostů, které také lákala dostupnost moře. John Wood starší a jeho syn John Wood mladší vytvořili plány pro výstavbu nových ulic a náměstí. Základem jejich návrhu byly domy s identickým průčelím v působícím dojmem paláců. Smetanově zlatý vápenec vtiskl Bathu jeho současný charakter.
Beau Nash, který udával v 18. století ráz společenského života Bathu vytvořil kodex společenského chování a zábavy. Nicméně v 19. století město jako módní lázeňské středisko postupně ztrácelo svůj význam.

### 20. století
V období mezi večerem 25. dubna a ránem 27. dubna 1942 se stal Bath terčem německého letectva v odvetu za útok RAF na Lübeck a Rostock. Bylo poškozeno nebo zničeno asi 19 000 budov a zabito asi 400 lidí. Velké škody byly zaznamenány na mnoha historických stavbách mimo jiné na Royal Crescent, Circus, Pragon, lázeňských domech a v oblasti Queens Square. Všechny historické památky byly později obnoveny.

## Geografie a podnebí
Bath se nachází v centru údolí řeky Avon, na jižním okraji Cotswolds, hřebenu vápencových pahorků, vyčleněných jako přírodní rezervace. Kopce které obklopují město dosahují maximální výšky 238 m. Rozprostírá se na ploše 29 km².
Středem města protéká řeka Avon. V minulosti měla řeka při průtoku městem charakter úzkých nesplavných pramenů protékajících bažinami a rybníky, což působilo časté záplavy. Pomocí hrází byla řeka regulována do jednoho koryta. Přesto se záplavy až do stavby rozsáhlých protipovodňových zábran v 70. letech 19. století, kterým padly za oběť mnohé domy v nižší části města, opakovaly.
V Bathu se nachází nejteplejší geotermální prameny ve Velké Británii. Jsou jedinými prameny v zemi s teplotou nad 40 °C. Tři z nich jsou využívány v termálních lázních.

## Podnebí
Podnebí v Bathu je mírné, i když znatelně teplejší než v některých místech nacházejících se na stejné zeměpisné šířce, což je ovlivněno teplým Golfským proudem. Je zde v průměru sušší a teplejší klima než v severnějších částech Velké Británie. Převládající směr větru je jihozápadní.
V roce 2003 byla průměrná teplota 10,3 °C, s výkyvy denního průměru 14,2 °C a 6,5 °C. Délka slunečního svitu byla 1645 hodin a úhrn srážek dosáhl hodnoty 957 milimetrů. Průměrná teplota, délka slunečního svitu a úhrn srážek je vyšší než průměrné hodnoty ve Velké Británii (9,5 °C, 1587 hodin a 901,5 mm).

## Obyvatelstvo

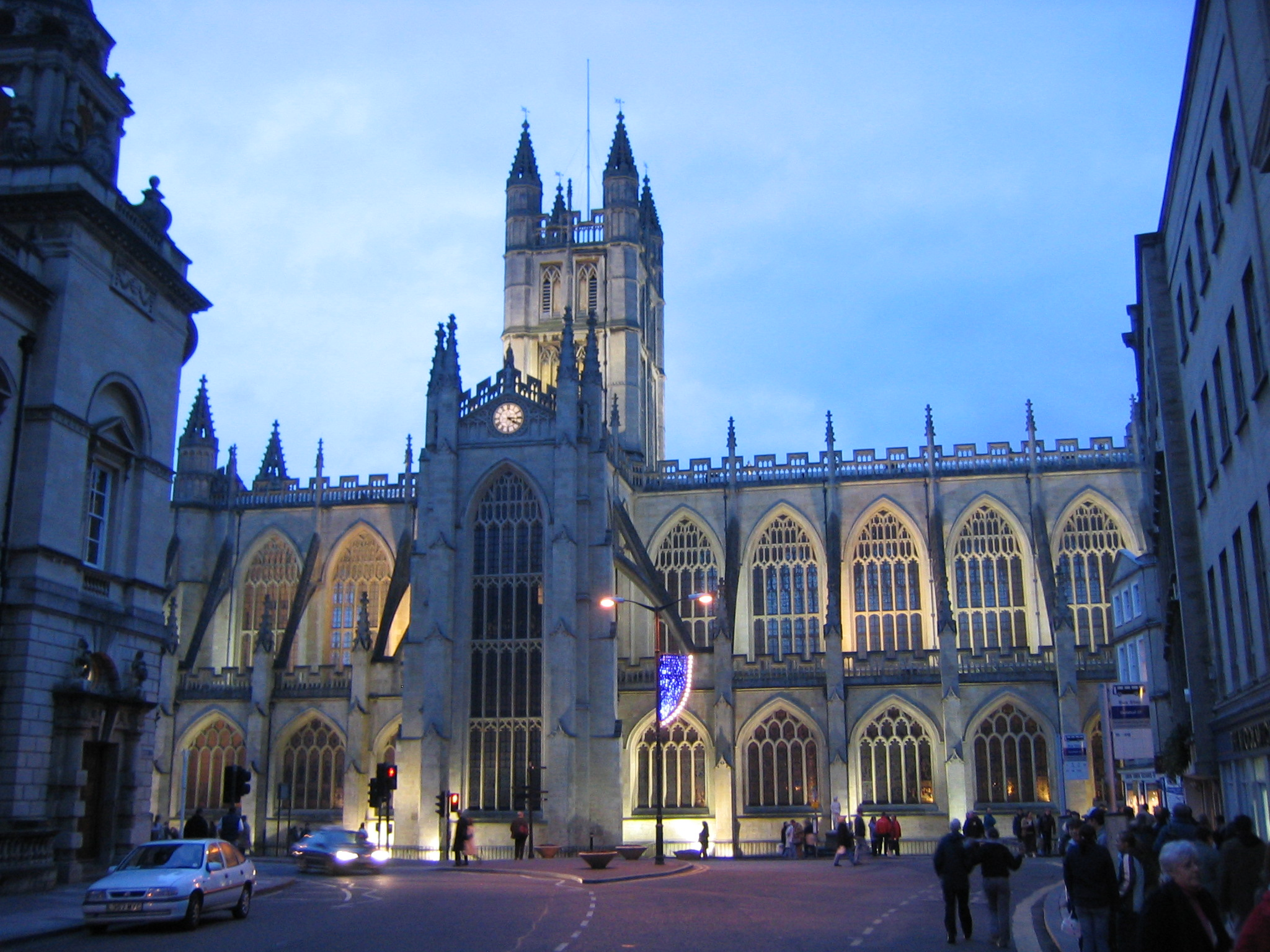
Bathské opatství

Podle výsledků sčítání obyvatel z roku 2001 má Bath a jeho bezprostřední okolí 169 040 obyvatel, v průměrném věku 39,9 let (průměr Velké Británie je 38,6 let). Podle stejného pramene je pro tuto oblast charakteristické velké procento bělochů – 97,2%, znatelně více než je národní průměr – 90,9 %. Další etnické skupiny podle procenta zastoupení – multietnické (1%), Asiaté (0,5%) a černoši (0,5%).
Město má velké procento křesťanů (71%) zatímco další náboženství nepřesahují 0,5%. Tato čísla víceméně odpovídají průměru Velké Británie ačkoli procento obyvatel bez vyznání (19,5%) je výrazně vyšší než národní průměr (14,8%).

## Ekonomika
Město se rozkládá na křižovatce průplavu Kennet a Avon Canal a řeky Avon . Nachází se zde železniční stanice na hlavní trati z Londýna do Bristolu, postavené společností Great Western Railway.
V současnosti je, kdysi důležitý, průmyslový sektor spíše méně významný i když zde existují významné softwarové, publikační společnosti a důležité organizace orientované na poskytování služeb a turistiku. Jedním z největších zaměstnavatelů v Bathu je Future Publishing. Tato společnost vydává více než 100 časopisů, včetně počítačových. Dalšími významnými zaměstnavateli je Ministerstvo obrany, ačkoli bylo mnoho jejích kanceláři přemístěno do Bristolu, National Health Service, Helphire Group Plc a Accident Management Company. V Bathu se nachází mnoho malých soukromých obchodů a restaurací, které prosperují díky turistickému ruchu.

## Správa města
Historicky patřil Bath do hrabství Somerset. Poté, co bylo roku 1974 vytvořeno nemetropolitní hrabství Avon byl do něho začleněn i Bath. Poté, co bylo hrabství Avon roku 1996 zrušeno stalo se město hlavním centrem samostatné správní jednotky (unitary authority) Bath a North East Somerset (B&NES). Městská rada Bathu byla zrušena roku 1996. Výzvy pro vytvoření obecní rady zůstaly nevyslyšeny i proto, že by se jednalo o obecní radu pro nezvykle velké město (největší město s obecní radou má asi 70 000 obyvatel) a také proto, že se to jevilo jako nepraktické.

## Doprava
Hlavní železniční stanicí ve městě je Bath Spa, která má pravidelné spojení s Londýnem, Bristolem, Cardiffem, Swansea, Exeterem, Plymouthem a Penzance (Great Western Main Line) a také s Westbury, Warminsterem, Salisbury, Southamptonem, Portsmouthem a Brightonem (Wessex Main Line). Spojení zajišťuje společnost First Great Western. Na hlavní trati na předměstí se nachází další stanice
Oldfield Park, na které zastavují některé spoje do Bristolu.
Vzhledem k tomu,že se v Bathu nenachází letiště je využíváno Letiště Bristol International dosažitelné automobilem, autobusem nebo taxi nebo vlakovým spojem přes Bristol Temple Meads nebo Nailsea & Backwell.
Dálková autobusová doprava je realizována společností National Express do mnoha anglických měst. Hustou příměstskou síť autobusové dopravy provozuje First Group. Dvě další společnosti zajišťují vyhlídkové turistické vyjížďky autobusy doubledecker s otevřenou střechou.

## Kultura

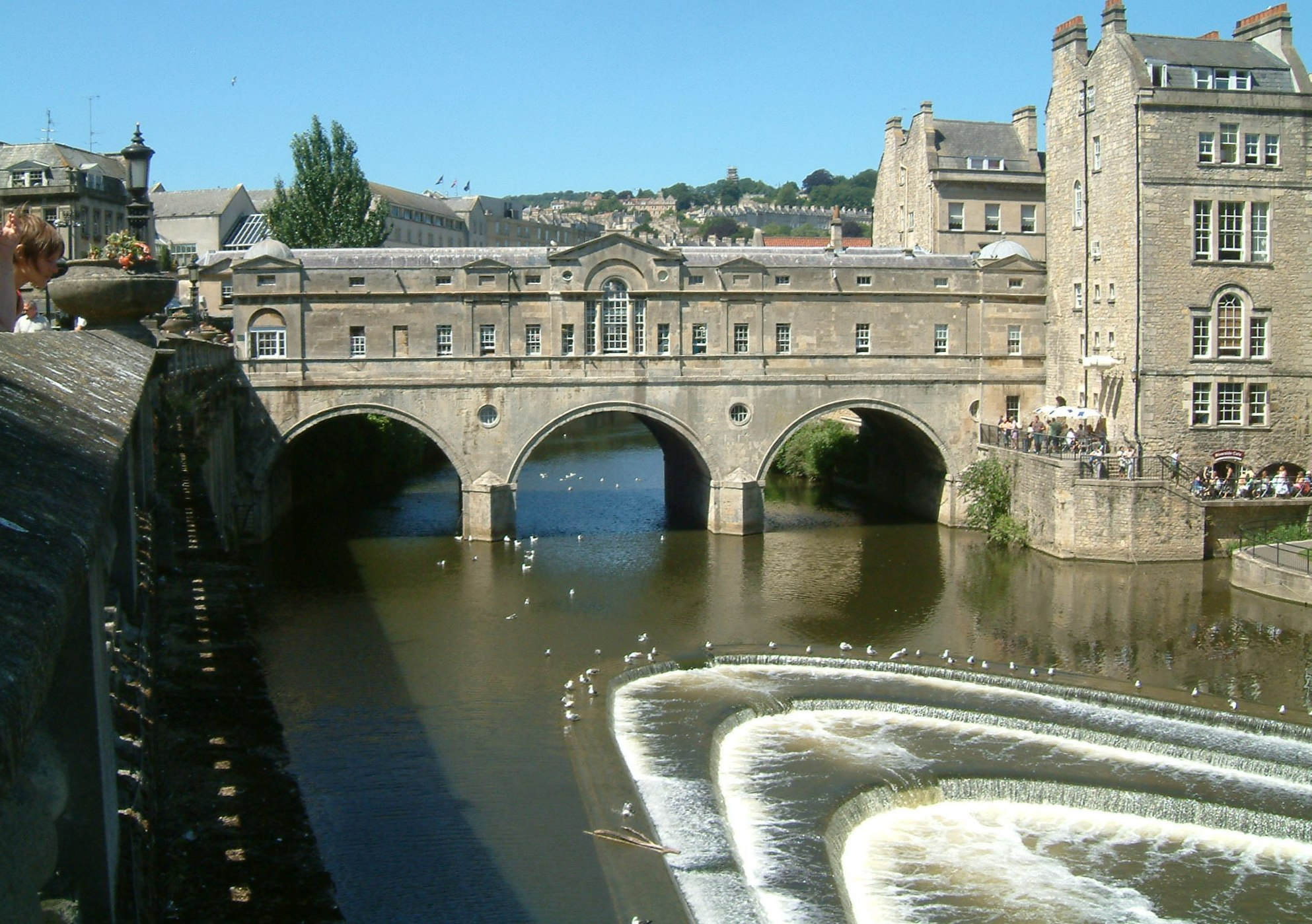
Pulteney Bridge

V 18. století bylo město významným kulturním centrem, přitahujícím aristokracii a nižší šlechtu z celé země. To poskytlo městu významné finanční prostředky pro rozvoj kultury. V té době bylo postaveno Theatre Royal a stejně tak i další architektonické dominanty – Lansdown Crescent, Royal Crescent, Circus a Pulteney Bridge.
V současnosti se v Bathu nachází čtyři divadla - Theatre Royal, Ustinov Studio, Egg a Rondo Theatre, ve kterých vystupují mezinárodně uznávané divadelní soubory a režiséři. Město má také dlouhou tradici muzikálů. V Bathském opatství se nacházejí Klaisovy varhany a je největším koncertním sálem ve městě, kde je pořádáno asi 20 koncertů a 26 varhanních recitálů ročně. Ve městě se také každý rok koná Bath International Music Festival a Mozartfest. Dalšími festivaly jsou Bath Film Festival, Bath Fringe Festival a Bath Beer Festival.
V Bathu se mimo jiné nacházejí tyto kulturní zařízení – Victoria Art Gallery, Museum of East Asian Art, Holburne Museum of Art, Bath Postal Museum, Museum of Costume, Jane Austen Centre a Římské lázně.
Nejznámějším z mnoha kostelů v Bathu je Manvers Gospel Hall, nacházející se v centru města.

### Média
V Bathu jsou vydávány dvoje noviny – Bath Chronicle a Bath Times. Oba listy jsou vydávány společností Bath Newspapers s týdenním (společným) nákladem cca 178 000 výtisků. Bath Chronicle je deník, vydávaný od roku 1760. Jedná se o bulvární list s nákladem asi 14 600 výtisků a s počtem čtenářů asi 40 200. Bath Times jsou distribuovány zdarma a obsahují souhrn hlavních zpráv za předchozí týden z Chronicle a množství inzerátů. Univerzity of Bath vydává své vlastní noviny Impact distribuované zdarma jako večerník. Jeho redaktory jsou studenti univerzity. Náklad tohoto listu představuje asi 3 000 výtisků.
Mezi rozhlasové stanice vysílající ve městě je možno zařadit GWR Bath, lokálně zaměřené Bath FM, univerzitní 1449AM URB, vysílající program určený studentům a komerční Classic Gold 1260.

## Vzdělání
V Bathu sídlí dvě univerzity – University of Bath a Bath Spa University. První z nich byla založena roku 1966 a vyrostla do pozice jedné z nejvýznamnějších vysokých škol Velké Británie. Ve vědeckých kruzích je uznávána především pro výzkumy v oborech fyzikálních věd, managementu a technologie. Je také známá svými sportovními aktivitami. Team Bath FC, byl prvním univerzitním fotbalovým klubem od roku 1880, který se v sezóně 2002/2003 probojoval do prvního kola Anglického poháru. V národním žebříčku nejlepších britských vysokých škol je University of Bath umístěna na pátém místě (Guardian 2017). V roce 2014 byla vyhodnocena jako nejlepší britská kampusová univerzita (The Times, The Sunday Times Good University Guide). V roce 2012 pak obdržela ocenění ‘Univerzita roku 2011/12" (The Sunday Times).
Bath Spa University bylo umožněno jako univerzitní fakultě vydávat potvrzení o absolvování studia od roku 1992. Status univerzity obdržela roku 2005. Tato univerzita je zaměřena na tyto obory – umění a design, vzdělávaní, angličtina a tvůrčí aktivity, historie a kultura, hudba a sociální obory.

### Střední školy
| Střední škola                        | Typ                                | WWW stránky                                |
| Státní školy                         | Státní školy                       | Státní školy                               |
| ------------------------------------ | ---------------------------------- | ------------------------------------------ |
| Beechen Cliff School                 | chlapecká škola, šestileté studium |                                            |
| Culverhay School                     | chlapecká škola, šestileté studium |                                            |
| Hayesfield School Technology College | dívčí škola, šestileté studium     | Archivováno 2. 3. 2007 na Wayback Machine. |
| St Gregory's Catholic College        | všeobecně vzdělávací               |                                            |
| Oldfield School                      | dívčí škola, šestileté studium     |                                            |
| Ralph Allen School                   | šestileté studium                  |                                            |
| St Mark's CofE School                | všeobecně vzdělávací               |                                            |
| Soukromé školy                       |                                    |                                            |
| King Edward's School                 | šestileté studium                  |                                            |
| Prior Park College                   | šestileté studium                  |                                            |
| Kingswood School                     | šestileté studium                  |                                            |
| Royal High School                    | dívčí škola, šestileté studium     |                                            |

## Sport
Nejznámějším sportovním klubem je ragbyový Bath Rugby, který v současnosti hraje v Guinness Premiership. Klub, založený roku 1865, hraje od konce 19. století na hřišti Recreation Ground. V 80. letech 19. století vyrostl v jeden z nejlepších ragbyových klubů země.
Fotbalové kluby Bath City FC a Team Bath FC (přidružený k University of Bath) hrají v Southern Football League. Roku 2002 se Team Bath stal prvním univerzitním klubem za 120 let, který postoupil z kvalifikace Anglického poháru až do prvního kola. Na rozdíl od ragbyového klubu, Bath City nikdy nedosáhl tak výrazných úspěchů. Univerzitní tým byl založen roku 1999, zatímco městský klub existuje od roku 1908.
Utkání v kriketu se odehrávají v Bath Cricket Clubu, nacházejícím se na východ od řeky poblíž Pulteney Bridge. Hřiště je místem pořádání pravidelného Bath Cricket Festival. V této oblasti také sídlí Bath Croquet Club, který byl roku 1976 obnoven a je členem Jihozápadní federace croquetových klubů.
TeamBath je zastřešujícím pojmem pro všechny sportovní kluby University of Bath, včetně fotbalového. Dalšími sportovními odvětvími, které jsou v této organizaci zastoupené jsou atletika, basketbal, skeleton, lední hokej, moderní pětiboj, volejbal, ragby, plavání, tenis a triatlon.

## Turistické atrakce

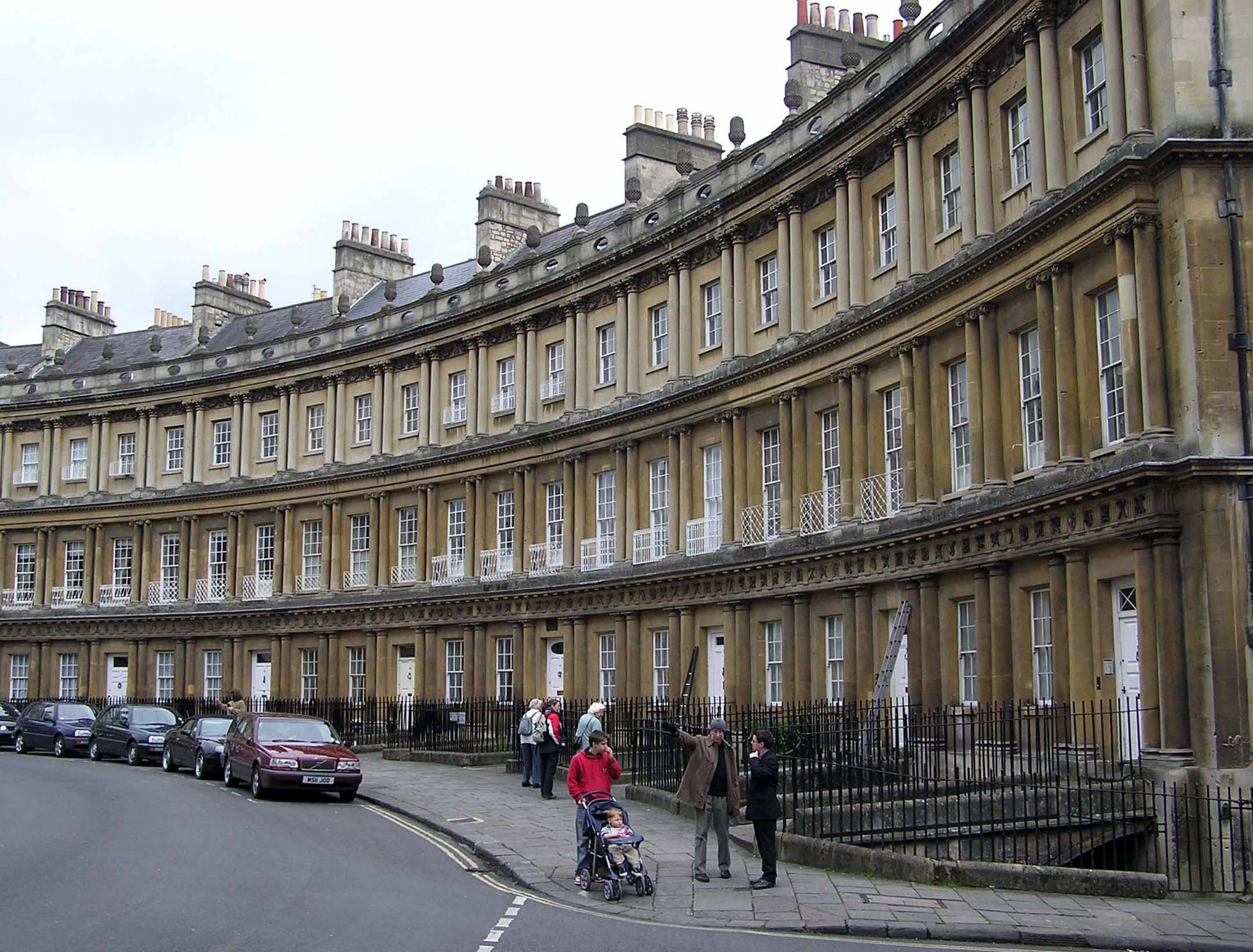
Circus

Základním zdrojem příjmů města je turistika. Bath je po Londýně nejnavštěvovanějším městem Velké Británie. Ve městě se nalézají známky všech významných etap anglické historie – od Římských lázní (včetně známek původních keltských lázní) po Bathské opatství a Royal Crescent a Thermae Bath Spa založených roku 2000.
Význam turistického odvětví se odráží i v počtu asi 300 ubytovacích zařízení, včetně více než 80 hotelů a více než 180 zařízení Bed and breakfast, z nichž mnohé se nacházejí v budovách postavených v Georgiánském slohu. Ve městě se také nachází asi 100 restaurací a barů. Některé společnosti poskytují dokonce i projížďky městem v autobusech s otevřenou střechou.

### Parky
Ve městě se nachází několik veřejně přístupných parků, z nichž největším je Royal Victoria Park, nedaleko od centra města. Byl otevřen roku 1830 a jeho rozloha je 150 000 m². Každý rok jsou zde pořádány různé akce jako například Bath International Music Festival (v roce 2003 byl jeho součástí koncert Tří tenorů) nebo předvádění horkovzdušných balónů. Park obsahuje botanickou zahradu, velké dětské hřiště a několik sportovních zařízení.
Dalšími parky v rámci města jsou Alexandra Park, nacházející se v okolí pahorku, z něhož je nádherný výhled na město; Parade Gardens, rozkládající se podél řeky nedaleko od centra města, založený v 18. století; Henrietta Park; Hedgemead Park a Alice Park.

### Lázně
V roce 2006 byly otevřeny Thermae Bath Spa a město tak získalo zpět historickou pozici jediného města Velké Británie s přírodními horkými prameny.

### Architektura
Jednou z dominant města je Bathské opatství. Ačkoli jeho budova vypadá starobyle, je ve srovnání s jinými britskými opatstvími a katedrálami relativně nová. Původně normanský kostel byl rekonstruován v gotickém slohu v první polovině 16. století. Použitý styl je také často označován jako pozdně perpendikulární styl. Chrámová a příčná loď má nádhernou vějířovou klenbu, vytvořenou Robertem a Williamem Vertuovými, kteří pracovali i na klenbách v King's College Chapel v Cambridge a Westminsterském opatství. Konečná podoba chrámové lodi vznikla v 19. století.
Převažujícím architektonickým stylem ve městě je Georgiánský sloh, který začal být populární počátkem 18. století. Mnoho významných architektů té doby se účastnilo při výstavbě města a tak se Bath pyšní mnoha terasovitě uskupenými domy. Mnoho budov postavených v té době mělo užitkový charakter a bylo postaveno především jako ubytovací zařízení.
Circus je jedním ze skvostů městské výstavby. Tři dlouhé zaoblené terasovité bloky budov, navržené Johnem Woodem starším vytvářejí kruhové prostranství určené pro veřejnost a dětské hry. Vzorem pro tuto výstavbu bylo římské Koloseum. Podobně jako Koloseum je v jednotlivých patrech použit různý architektonický styl – dórský na úrovni přízemí, iónský na prvním poschodí a hlavní část a korintský na horní část. Wood nikdy nespatřil výsledek svého návrhu, protože zemřel 5 dní poté, co 18. května 1754 osobně položil základní kámen.
Nejznámější terasovitě uspořádanou stavbou ve svahu je Royal Crescent, vybudovaná v období let 1767 až 1774. Autorem návrhu byl John Wood mladší. Sám navrhl velké obloukovité průčelí, pro asi 30 domů s Iónskými sloupy na přízemí. Každý z vlastníků koupil určitou délku průčelí a pak zaměstnal svého vlastního architekta, který uplatnil svůj vlastní návrh a tak to co se občas jeví jako dva domy je ve skutečnosti jeden. V důsledku tak průčelí má jednotný uniformní vzhled, zadní část budovy je směsicí různých stylů. Tato architektura jednotného průčelí ale rozmanité zadní části je pro Bath typická.
Okolo roku 1770 významný neoklasicistní architekt Robert Adam navrhl Pulteney Bridge. Inspirací pro tento most byl most Rialto v Benátkách. Tak se tento most stal nejenom spojnicí břehů, ale také obchodním centrem a je spolu s mostem Rialto jedním z mála mostů, které plní tyto dvě funkce. Byl pojmenován po Frances a Williamu Johnstonovi Pulteneym, vlastníku pozemků pro jejichž spojení s druhým břehem byl vybudován.

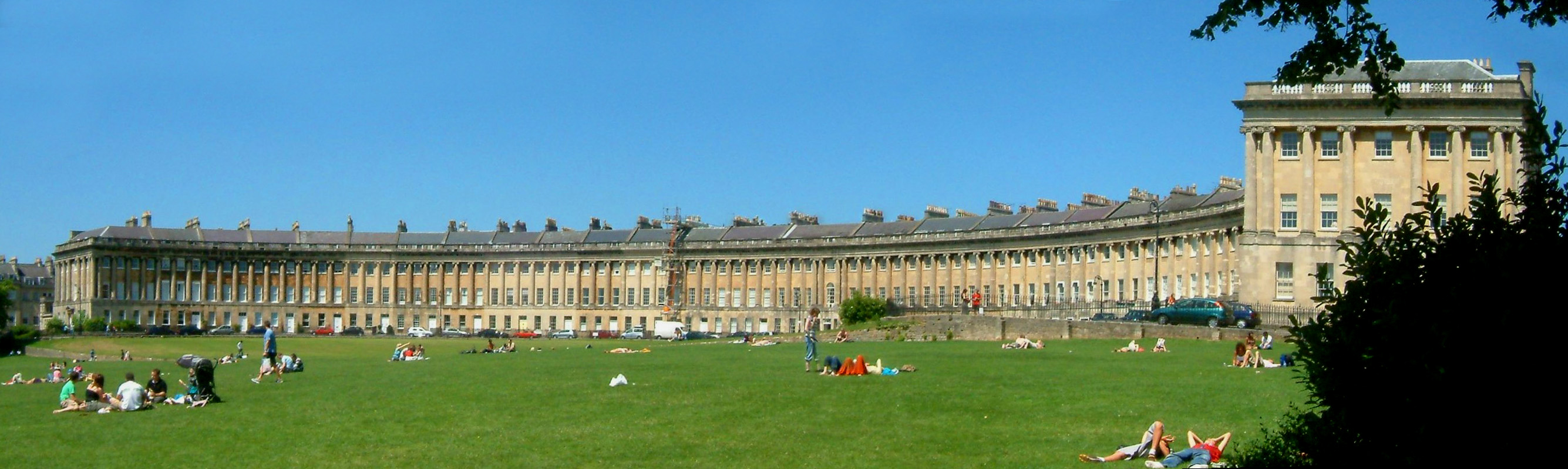
Royal Crescent

### Pozoruhodná místa
- American Museum
- Assembly Rooms
- Bathské opatství
- Beckford's Tower
- Circus
- Claverton Pumping Station
- Cleveland Bridge
- Combe Down a Bathampton Down Mines
- Great Pulteney Street
- Kennet a Avon Canal
- Lansdown Crescent
- Museum of East Asian Art
- Postal Museum
- Prior Park
- Pulteney Bridge
- Recreation Ground
- Avon
- Římské lázně
- Royal Crescent
- Sally Lunn's Refreshment House & Museum – nejstarší dům v Bathu pocházející z roku 1482
- Solsbury Hill
- St Catherine's Court
- Thermae Bath Spa
- William Herschel Museum

## Partnerská města
- Aix-en-Provence, Francie
- Alkmaar, Nizozemsko
- Braunschweig, Německo
- Kaposvár, Maďarsko
- Beppu, Japonsko
- Manly, Austrálie